# Willi Hennig

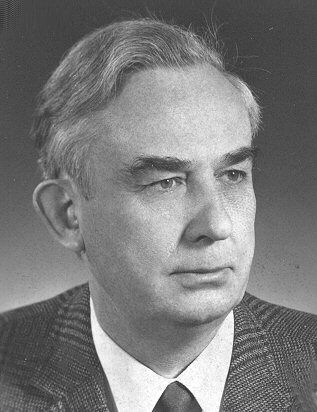
Willi Hennig

Willi Hennig (Dürrhennersdorf, 20 april 1913 – Ludwigsburg, 5 november 1976) was een Duitse entomoloog en wordt algemeen gezien als de 'vader' van het taxonomische systeem van de fylogenetische taxonomie die tegenwoordig meestal bekendstaat als cladistiek.
Hennig was professor honorius aan de universiteit van Tübingen en is in die stad begraven. Hij ging naar school op het federale gymnasium in Dresden-Klotzsche en in Leipzig. Als vrijwilliger bij het Dresdens museum werd hij beïnvloed door de dipteroloog (vliegendeskundige) Fritz van Emden en later door Klaus Günther. Hij werd onderzoeker en docent aan het Duits Entomologisch Instituut in Berlijn-Dahlem.
In 1974 eerde de Linnean Society of London hem vanwege zijn verdiensten voor de zoölogie met de Linnean Medal. 